# Fernando Lara Bosch
Fernando Lara Bosch (Barcelona, 27 de maig de 1957 — Castellbell i el Vilar, Bages, 18 d'agost de 1995) va ser un empresari i directiu esportiu català.
Era fill de José Manuel Lara Hernández, qui el 1949 va fundar el Grup Planeta. Llicenciat en ciències econòmiques, va començar treballant com a editor i conseller delegat del Grupo Planeta Corporación, mentre que el seu germà José María Lara Bosch s'encarregava de Planeta Holding. El 1987 fou escollit president de la Cambra del Llibre de Catalunya, càrrec que va ocupar fins al 1994. Durant el seu mandat es va produir l'expansió internacional del Grup Planeta i va impulsar l'Institut d'Empresa Familiar. El 1993 es va incorpora a la directiva del Reial Club Deportiu Espanyol de Barcelona i el 1995 en fou nomenat vicepresident.
Va morir la nit del 18 d'agost de 1995 en un accident de trànsit quan tornava a la seva casa d'estiueig a Puigcerdà de la presentació oficial del seu equip. Al seu funeral, que va tenir lloc al cementiri de Collserola, hi van assistir unes 2.000 persones, entre elles el president de la Generalitat, Jordi Pujol, i l'alcalde de Barcelona, Pasqual Maragall. Des del 1995 la Cambra del Llibre de Catalunya va instaurar el Memorial Fernando Lara per a premiar als editors menors de 40 anys en el marc de la Nit de l'Edició.